# Bernard de Nonancourt
Pour les articles homonymes, voir Nonancourt (homonymie).
Bernard Marie de Nonancourt, né le 15 janvier 1920 à Versailles (Seine-et-Oise) et mort le 29 octobre 2010 à Reims (Marne), est un homme d'affaires français, membre de la Résistance française et président de la maison de Champagne Laurent-Perrier pendant plus de cinquante ans.

## Biographie
Nonancourt fait partie de l'actuelle famille noble belge avec le titre d'écuyer dont il est chef jusqu'à son décès. Il est diplômé de l'École supérieure de commerce de Reims. Il se marie en 1951 avec Claude Mérand  (Épernay, 4 mai 1923 — Val de Livre (Tauxières-Mutry) 5 mai 2023), fille d'un négociant en champagne, avec laquelle il a un fils, Alexandre, mort en 1955 et deux filles, Alexandra (1959-) et Stéphanie (1963-), toutes les deux membres du directoire du groupe Laurent-Perrier.
Sous sa direction, Laurent-Perrier se développe pour devenir le troisième plus grand vendeur de champagne au monde en 2005. Il est connu sous le nom de « Le Grand Bernard » dans l'industrie.
Il est commandeur de la Légion d'honneur, officier de l'Ordre national du Mérite, etc.